# St. Elisabeth (Geunitz)

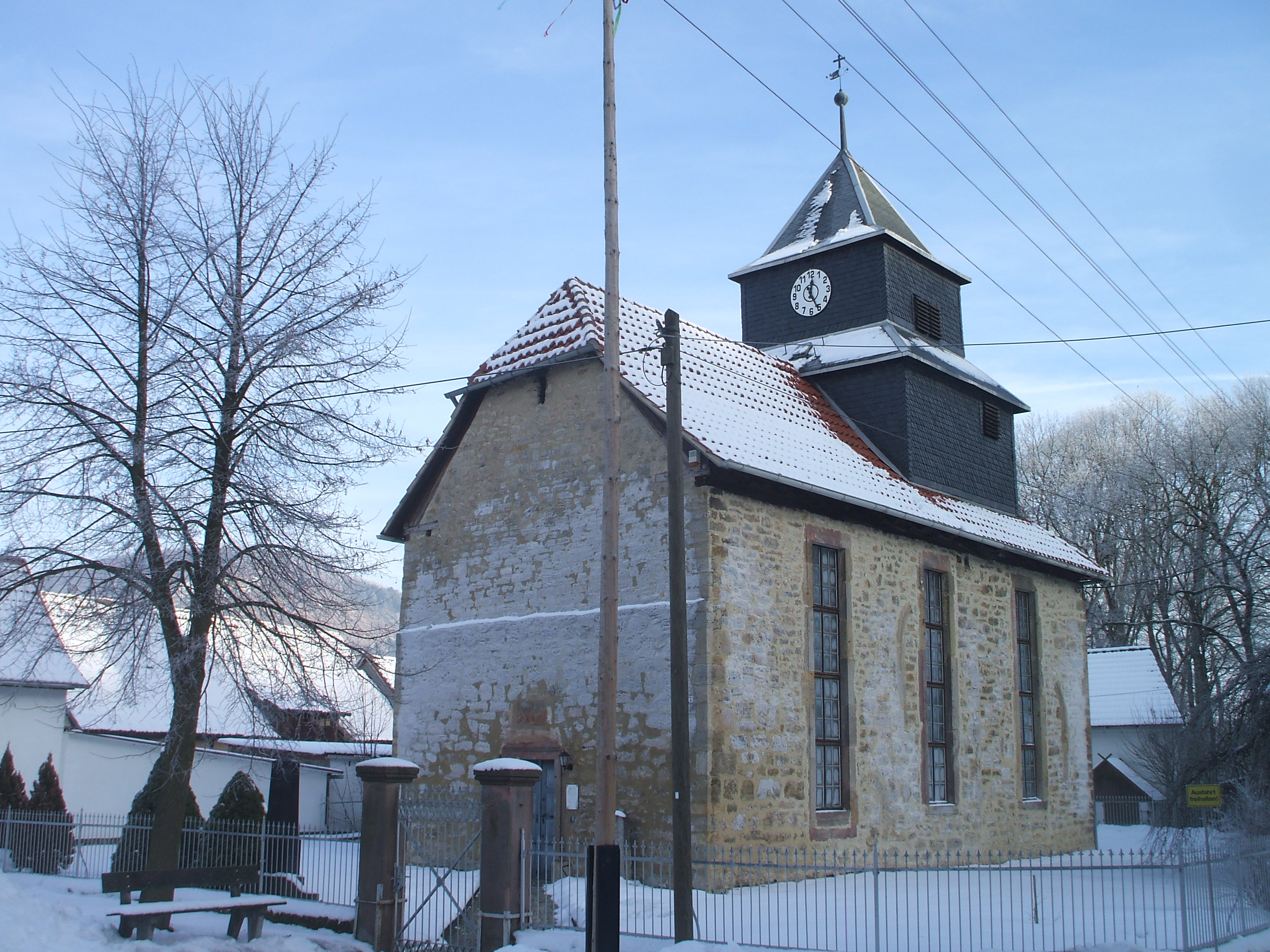
Die Kirche

Die Dorfkirche St. Elisabeth steht im Ortsteil Geunitz der Gemeinde Reinstädt im Saale-Holzland-Kreis in Thüringen. Sie gehört zum Kirchengemeindeverband Reinstädt-Reinstädter Grund im Kirchenkreis Eisenberg der Evangelischen Kirche in Mitteldeutschland.
Die kleine Kirche befindet sich an zentraler Stelle in der Ortschaft Geunitz.
Die Kirche entstand in der Zeit der Romanik. Im gotischen Stil wurde die damalige Kapelle erweitert und erhielt ihren bis heute erhaltenen Grundriss. Reste der gotischen Spitzbogenfenster sind an der Süd- und Ostseite erhalten. In der Barockzeit fanden mit dem Einbau der großen Fenster und Emporen die letzten baulichen Veränderungen statt.
Die DDR-Behörden gestatteten eine Partnerschaft mit der Gemeinde Alfdorf aus Baden-Württemberg. Gemeinsam sanierten die Menschen aus Ost und West von 1981 bis 1985 die Kirche.